# Reichenberg (Sankt Oswald-Riedlhütte)

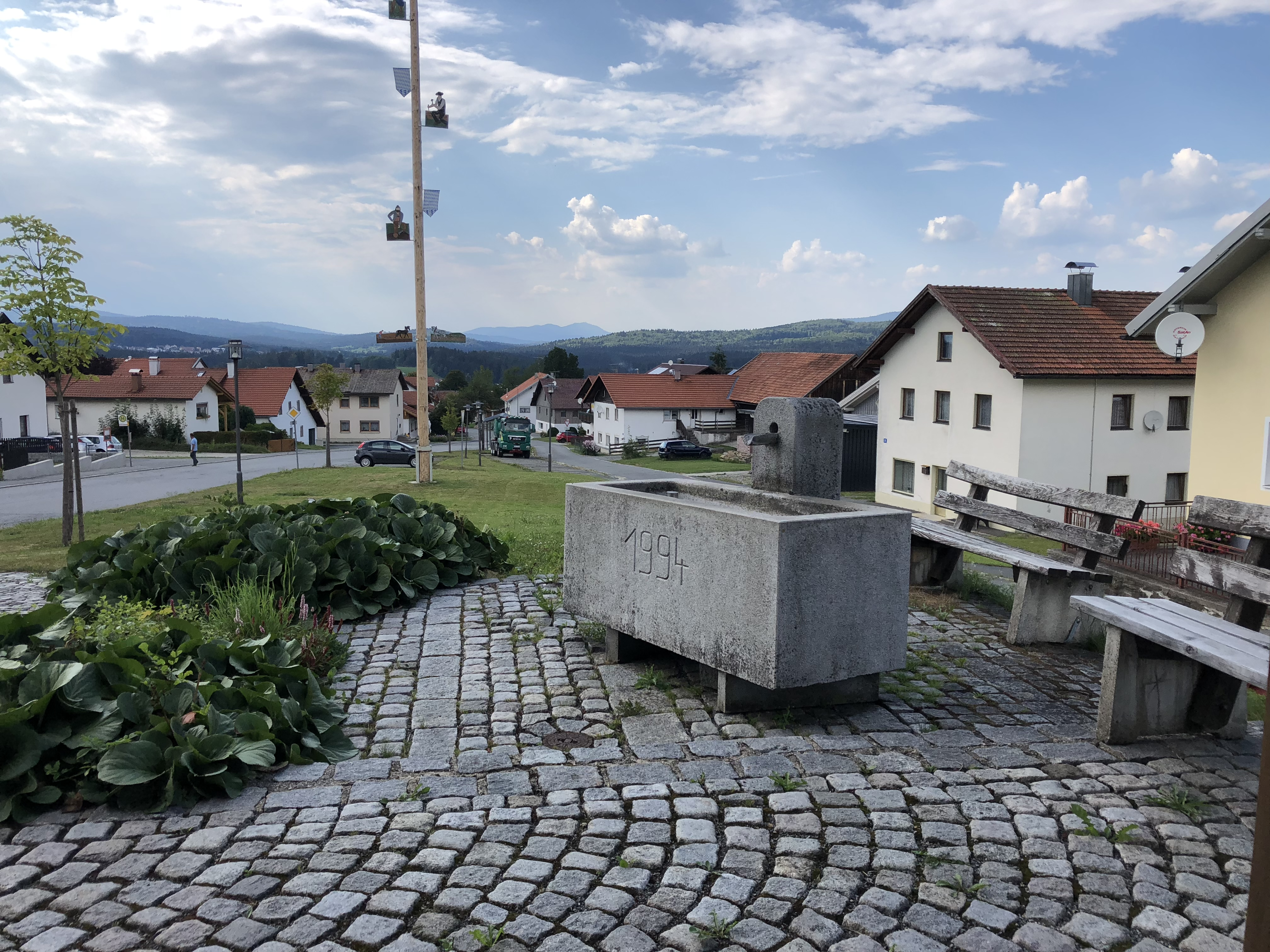
Blick von der Dorfkapelle Reichenberg (Ortsteil der Gemeinde St. Oswald - Riedlhütte), Blick nach Süden in Richtung Spiegelau und großer Arber, Juli 2018

Reichenberg ist ein Gemeindeteil der Gemeinde Sankt Oswald-Riedlhütte im niederbayerischen Landkreis Freyung-Grafenau.

## Lage
Reichenberg liegt im Bayerischen Wald etwa einen Kilometer südöstlich von Riedlhütte.

## Geschichte
Bereits im ältesten Salbuch der Grafen von Hals vom Jahre 1395 wird Reichenperg mit 16 Lehen und einer Mühle erwähnt. Bei der Gründung von Kloster St. Oswald am 5. August 1396 durch Landgraf Johann I. von Leuchtenberg, dem Erben und Nachfolger der 1375 ausgestorbenen Kamm als Inhaber der Grafschaft Hals, wurde es mit 16 Lehen dem Kloster zu dessen Unterhalt geschenkt.
Um 1450 nahm Peter Smirslick bei einem Überfall auf die Stadt Grafenau und die Dörfer Höhenbrunn und Reichenberg Glasmacher gefangen. Daraus ist zu schließen, dass schon damals eine Glashütte auf dem Reichenberg existierte. 1488 wird die Hütte am Reichenberg erstmals urkundlich im Scharwerksgeldregister der Herrschaft Bärnstein erwähnt. Damit war sie eine der ältesten Glashütten im Bayerischen Wald. 1527 übernahm Hüttenmeister Georg Riedl die Reichenberger Hütte. Durch die Riedls wurde die Glashütte zur Riedlhütte, und schließlich erhielt auch die Ortschaft um die Glashütte den Namen Riedlhütte. Noch auf der Landtafel des Philipp Apian von 1568 wird zwischen Reichenperg (dem jetzigen Reichenberg) und Reichnberg (dem jetzigen Riedlhütte) unterschieden.
Herzog Wilhelm V. errichtete 1590 hier ein Jagdschloss, das um den Johannistag 1648 durch Marodeure aus den Heerlagern bei Windorf ebenso wie Riedlhütte niedergebrannt wurde. Nach der Säkularisation in Bayern wurde durch die Gemeindeedikte von 1808 und 1818 das lehenspflichtige Klosterdorf Reichenberg ein Teil der politischen Gemeinde Sankt Oswald, die seit 1979 den Doppelnamen Sankt Oswald-Riedlhütte führt.

## Sehenswürdigkeiten
- Dorfkapelle Reichenberg. Sie wurde 1994 erbaut.

## Vereine
- Freiwillige Feuerwehr Reichenberg. Sie wurde am 24. Juni 1884 gegründet.
- Förderverein Dorfkapelle Reichenberg e.V.
- EC Bienstand Reichenberg
- Skiclub Reichenberg
- Verein Deutsche Schäferhunde (SV) e.V. OG Reichenberg e.V.
- ESC Reichenberg